# 进入死神的魔爪

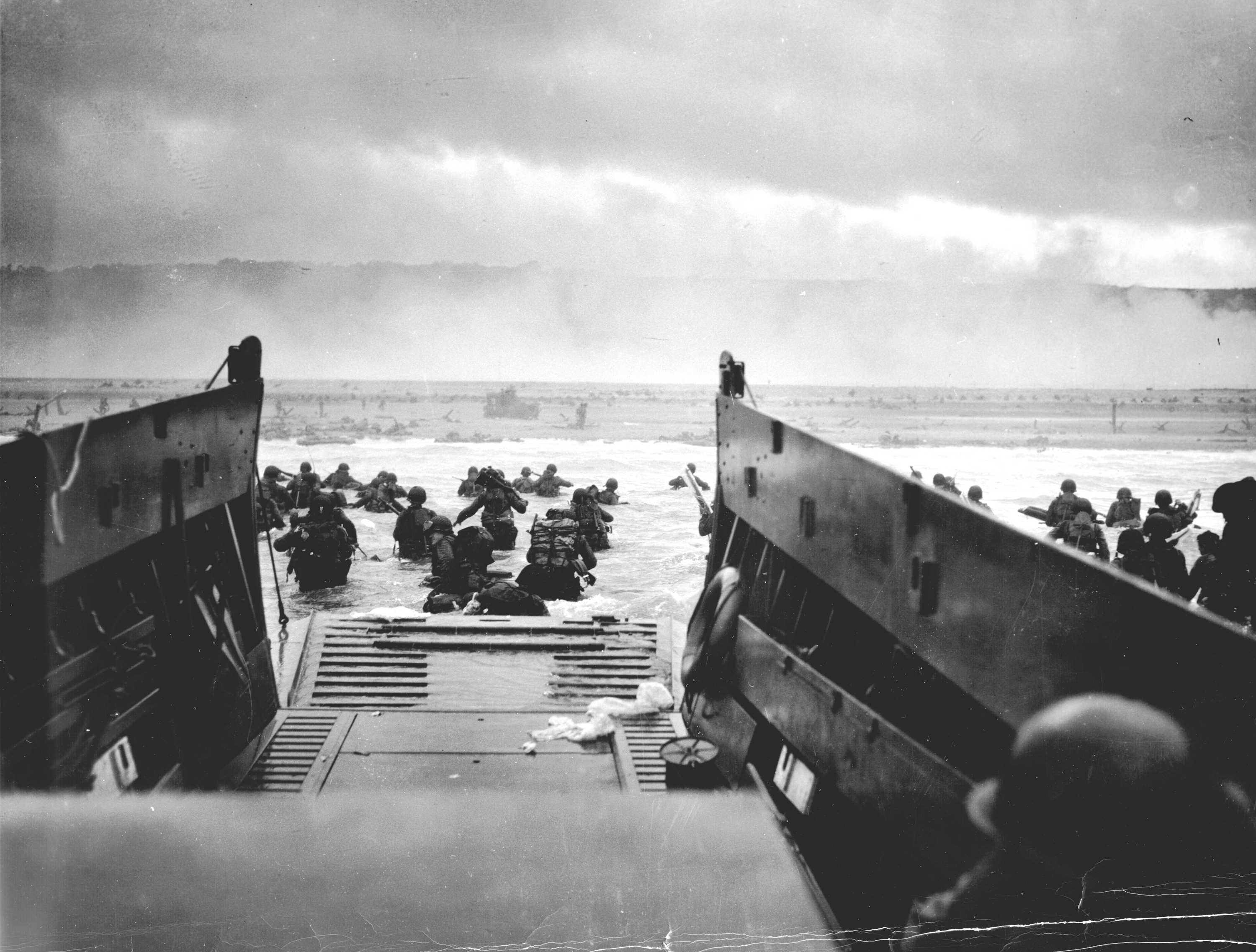
《往返地狱的出租车——进入死神的魔爪》, 海岸警卫队首席摄影师罗伯特·F·萨金特于1944年6月6日。
原文注解：「美国入侵者们从一艘海岸警卫队登陆驳船的舷梯上跳下，涉过前往诺曼底海滩的最后几码。敌军火力会将他们中的不少人砍倒。他们的‘出租车’会从沙滩上开回海岸警卫队的运输船去装载更多的乘客。」

《往返地狱的出租车——进入死神的魔爪》是第二次世界大战一幅著名的历史照片。由美国海岸警卫队首席摄影师罗伯特·F·萨金特于1944年6月6日在法国下诺曼底卡尔瓦多斯省诺曼底战役期间的奥马哈海滩登陆时从一艘由海岸警卫队塞缪尔·蔡斯号步兵登陆舰（APA-26）派出的希金斯登陆艇上拍摄。当时罗伯特·F·萨金特与美国陆军第1步兵师第16步兵团E连的士兵同乘一条登陆艇，E连士兵冲下登陆艇后登陆在奥马哈海滩红简易区（Easy Red），在德国国防军第352步兵師的火力防御之下，全连超过三分之二的士兵最终阵亡。

## 流行文化
著名二战电影《搶救雷恩大兵》片头从登陆艇内部以第一人称视角拍摄的奥马哈登陆场景便是受其启发而成。

## 外部連結
1. ↑  Young, Stephanie. . 美国海岸警卫队.   [2015-03-06]. （原始内容存档于2014-12-14）.
2. ↑  Shields, Mark. . The Free Lance–Star. Creators Syndicate. 1998-08-03  [2016-10-31]. （原始内容存档于2017-03-07）.